# Кубок Чернігівської області з футболу 2004
Кубок Чернігівської області з футболу 2004 — 56-й розіграш Кубка Чернігівської області з футболу.
Всі етапи окрім фіналу проходили в одну зустріч.

## Учасники
В цьому розіграші Кубку узяли участь 13 клубів.
| - «Авангард-Фортуна» (Количівка) - ФК «Борзна» (Борзна) - «Десна» (Козелець) - «Європа» (Прилуки) - «Єдність» (Плиски) - «Зірка» (Корюківка) - «Інтерагросистема» (Мена) - ФК «Ніжин» (Ніжин) - «Полісся» (Добрянка) - «Технікум» (Сосниця) - «Факел-ГПЗ» (Варва) - «Хвиля» (Киїнка) - «Штурм» (Ріпки) |

## 1/8 фіналу
| Команда 1   | Команда 2          | Рахунок    |
| ----------- | ------------------ | ---------- |
| «Десна»     | «Авангард-Фортуна» | 0:5        |
| «Штурм»     | «Зірка»            | 0:4        |
| ФК «Борзна» | «Єдність»          | 0:1        |
| «Технікум»  | «Європа»           | 0:3        |
| «Хвиля»     | «Факел-ГПЗ»        | 3:2 (д.ч.) |

## 1/4 фіналу
| Команда 1          | Команда 2          | Рахунок |
| ------------------ | ------------------ | ------- |
| «Хвиля»            | «Європа»           | 0:2     |
| «Авангард-Фортуна» | ФК «Ніжин»         | 1:5     |
| «Єдність»          | «Зірка»            | 2:1     |
| «Полісся»          | «Інтерагросистема» | 2:0     |

## 1/2 фіналу
| Команда 1  | Команда 2 | Рахунок        |
| ---------- | --------- | -------------- |
| «Європа»   | «Полісся» | 2:1            |
| ФК «Ніжин» | «Єдність» | 0:0 (пен. 4:1) |

## Фінал
| Команда 1  | Заг. | Команда 2 | 1-й матч | 2-й матч |
| ---------- | ---- | --------- | -------- | -------- |
| ФК «Ніжин» | 2:0  | «Європа»  | 1:0      | 1:0      |